# Märta Persson
Märta Kristina Lindblom-Persson, född 1904 i Hanebo församling, Hälsingland, död 1992, var en svensk konstnär och textilkonstnär.
Hon var dotter till köpmannen Johan Lindblom och Kristina Ström och från 1943 gift med köpmannen Oscar Persson. Hon studerade vid Tekniska skolan 1923–1924 och Högre konstindustriella skolan i Stockholm 1926–1929. Hon medverkade i utställningar anordnade av Dalarnas konstförening och Bollnäs konstförening. Hennes konst består av porträtt och landskap i olja eller akvarell samt  textila mönster. Som illustratör illustrerade hon ett flertal av Hanebo hembygdsförenings skrifter samt några av Nils Humbles böcker. Persson var representerad med ett porträtt i Smedjebackens kommunhus.